# 2014年ソチパラリンピックの日本選手団
2014年ソチパラリンピック日本選手団（2014ねんソチパラリンピックにほんせんしゅだん）は、2014年3月7日から3月16日まで（いずれも現地時間）の日程で開催された2014年ソチパラリンピックにおける日本選手団。
選手名及び所属・記録は2014年1月31日現在のもの。

## 概要

### 選手団
- 人員：55人（選手 20人、役員 35人）
- 主将：森井大輝（アルペンスキー）
- 旗手（開会式）：太田渉子（クロスカントリースキー・バイアスロン）
- 旗手（閉会式）：狩野亮（アルペンスキー）

### 公式行事
- 結団式：2014年2月5日

## メダル獲得者・入賞者
金メダル
- 狩野亮（アルペンスキー・男子滑降座位）
- 狩野亮（アルペンスキー・男子スーパー大回転座位）
- 鈴木猛史（アルペンスキー・男子回転座位）

 銀メダル
- 森井大輝（アルペンスキー・男子スーパー大回転座位）

 銅メダル
- 鈴木猛史（アルペンスキー・男子滑降座位）
- 久保恒造（バイアスロン・男子7.5km座位）

### 入賞
- 4位
  - 新田佳浩（クロスカントリースキー・男子20kmクラシカル立位）
  - 森井大輝（アルペンスキー・男子回転座位）
- 5位
  - 久保恒造（クロスカントリースキー・男子10km座位）
  - 村岡桃佳（アルペンスキー・女子大回転座位）
- 6位
  - 太田渉子（バイアスロン・女子6km立位）
  - 久保恒造（バイアスロン・男子12.5km座位）
  - 久保恒造（バイアスロン・男子15km座位）
  - 夏目堅司（アルペンスキー・男子スーパー複合座位）
  - 阿部敏弘（アルペンスキー・男子大回転立位）
  - 出来島桃子（クロスカントリースキー・5km立位フリー）
- 7位
  - 狩野亮（アルペンスキー・男子回転座位）
  - 谷口彰（アルペンスキー・男子スーパー複合座位）
  - 田中佳子（アルペンスキー・女子回転座位）
  - 田中佳子（アルペンスキー・女子大回転座位）
  - 出来島桃子（バイアスロン・女子12.5km立位）
  - 森井大輝（アルペンスキー・男子大回転座位）
  - クロスカントリースキー・混合リレー4×2.5km（太田渉子、新田佳浩、久保恒造、出来島桃子）
- 8位
  - 出来島桃子（バイアスロン・女子6km立位）
  - 阿部友里香（クロスカントリースキー・女子15kmクラシカル立位）

## 出場選手

### アルペンスキー

#### 男子
- 阿部敏弘（日本身体障害者スキー協会）
  - スーパー大回転立位：12位（1分27秒82）
  - 回転立位：19位（55秒35＋1分02秒57＝2分16秒36）
  - 大回転立位：6位（1分21秒54＋1分14秒79＝2分36秒33）
- 狩野亮（マルハン）
  - 滑降座位：1位（1分23秒80）
  - スーパー大回転座位：1位（1分19秒51）
  - 回転座位：7位（58秒12＋1分01秒67＝1分59秒79）
  - 大回転座位：途中棄権
  - スーパー複合座位：途中棄権
- 小池岳太（セントラルスポーツ）
  - 滑降立位：棄権
  - スーパー大回転立位：9位（1分25秒54）
  - 回転立位：途中棄権
  - 大回転立位：9位（1分22秒73＋1分15秒34＝2分38秒07）
  - スーパー複合立位：10位（回転56秒52＋スーパー大回転1分22秒96＝2分19秒48）
- 鈴木猛史（駿河台大学）
  - 滑降座位：3位（1分24秒75）
  - スーパー大回転座位：途中棄権
  - 回転座位：1位（54秒35＋59秒43＝1分53秒78）
  - 大回転座位：10位（1分22秒11＋1分16秒90＝2分39秒01）
  - スーパー複合座位：途中棄権
- 谷口彰（相模組）
  - スーパー大回転座位：途中棄権
  - 回転座位：途中棄権
  - 大回転座位：途中棄権
  - スーパー複合座位：7位（回転1分08秒60＋スーパー大回転1分26秒11＝2分34秒71）
- 東海将彦（エイベックス・グループ・ホールディングス）
  - スーパー大回転立位：棄権
  - 回転立位：11位（53秒03＋58秒14＝1分51秒17）
  - 大回転立位：10位（1分21秒85＋1分16秒27＝2分38秒12）
- 夏目堅司（ジャパンライフ）
  - 滑降座位：棄権
  - スーパー大回転座位：途中棄権
  - 回転座位：途中棄権
  - 大回転座位：16位（1分26秒20＋1分22秒27＝2分48秒47）
  - スーパー複合座位：6位（回転1分08秒76＋スーパー大回転1分19秒28＝2分28秒04）
- 三澤拓（キッセイ薬品工業）
  - 滑降立位：9位（1分28秒13）
  - スーパー大回転立位：途中棄権
  - 回転立位：途中棄権
  - 大回転立位：途中棄権
  - スーパー複合立位：9位（回転56秒03＋スーパー大回転1分22秒63＝2分18秒66）
- 森井大輝（富士通セミコンダクター）
  - 滑降座位：棄権
  - スーパー大回転座位：2位（1分21秒60）
  - 回転座位：4位（56秒87＋1分00秒87＝1分57秒74）
  - 大回転座位：7位（1分21秒26＋1分14秒82＝2分36秒08）
  - スーパー複合座位：途中棄権
- 山崎福太郎（信州大学）
  - 回転立位：30位（1分05秒07＋1分11秒29＝2分16秒36）
  - 大回転立位：26位（1分31秒47＋1分27秒56＝2分59秒03）

#### 女子
- 田中佳子（エイベックス・グループ・ホールディングス）
  - 回転：7位[1]（1分18秒77＋1分17秒02＝2分35秒79）
  - 大回転：7位（1分47秒26＋1分33秒24＝3分20秒50）
- 村岡桃佳（正智深谷高等学校）
  - スーパー大回転：失格
  - 回転：9位[2]（1分29秒85＋1分23秒16＝2分53秒01）
  - 大回転：5位（1分37秒40＋1分24秒32＝3分01秒72）

### クロスカントリースキー・バイアスロン
- クロスカントリースキー混合リレー4×2.5km（太田渉子、新田佳浩、久保恒造、出来島桃子）
  - 7位（29分25秒6）

#### 男子
- 岩本啓吾（岐阜県立飛騨神岡高等学校）
  - クロスカントリースキー
    - スプリント立位フリー：予選敗退（4分58秒94）
    - 10km立位フリー：33位（31分02秒7）
- 久保恒造（日立ソリューションズ）
  - クロスカントリースキー
    - 15km座位：14位（46分03秒0）
    - 10km座位：5位（31分39秒2）

  - バイアスロン
    - 7.5km座位：3位（21分45秒6）
    - 12.5km座位：6位（37分33秒9）
    - 15km座位：6位（46分07秒5）
- 佐藤圭一（エイベックス・グループ・ホールディングス）
  - クロスカントリースキー
    - スプリント立位フリー：予選敗退（4分18秒00）
    - 10km立位フリー：22位（27分20秒2）

  - バイアスロン
    - 7.5km立位：13位（20分56秒4）
    - 12.5km立位：10位（32分39秒5）
    - 15km立位：10位（40分19秒6）
- 新田佳浩（日立ソリューションズ）
  - クロスカントリースキー
    - 20kmクラシカル立位：4位（54分10秒2）
    - スプリント立位フリー：準決勝敗退（予選3分55秒24、準決勝4分21秒2）
    - 10km立位フリー：17位（26分13秒8）

#### 女子
- 阿部友里香（岩手県立盛岡南高等学校/日立ソリューションズJSC）
  - クロスカントリースキー
    - 15kmクラシカル立位：8位（56分01秒4）
    - スプリント立位フリー：準決勝敗退（予選5分00秒49、準決勝5分12秒8）
    - 5km立位フリー：9位（15分00秒6）

  - バイアスロン
    - 6km立位：13位（24分09秒3）
- 江野麻由子（秋田県立秋田南高等学校）
  - クロスカントリースキー
    - スプリント座位：予選敗退（3分25秒75）
    - 5km座位：21位（23分33秒6）
- 太田渉子（日立ソリューションズ）
  - クロスカントリースキー
    - スプリント立位フリー：準決勝敗退（予選4分47秒24、準決勝4分50秒0）
    - 5km立位フリー：10位（15分03秒9）

  - バイアスロン
    - 6km立位：6位（19分47秒5）
    - 10km立位：棄権
- 出来島桃子（新発田市役所）
  - クロスカントリースキー
    - スプリント立位フリー：準決勝敗退（予選5分05秒60、準決勝5分12秒5）
    - 5km立位フリー：6位（14分28秒5）

  - バイアスロン
    - 6km立位：8位（20分38秒6）
    - 10km立位：9位（33分38秒6）
    - 12.5km立位：7位（42分42秒0）